# Rumiceae
Rumiceae je tribus biljaka iz porodice dvornikovki. Sastoji se od tri roda, to su ruđevica, štavelj i rabarbara.
Emex Campd. je sinonim za Rumex.

## Rodovi
1. Oxyria Hill
2. Rheum L.
3. Rumex L.